# Болле, Тронд Андре
Тронд Андре Болле (норв. Trond André Bolle; 5 июля 1968 — 27 июня 2010) — орлогскапитан (капитан 3-го ранга) ВМС Норвегии, военнослужащий подразделения Marinejegerkommandoen в составе силы специальных операций Норвегии. Участник командировок ВС Норвегии в Афганистан. Кавалер Военного креста с мечом посмертно.

## Служба
Родился и вырос в коммуне Вестбю. Позже переехал в Лену (округ Тотен, коммуна Эстре-Тутен), где жил с женой и ребёнком. Двое его братьев служили за границей в норвежских войсках. Воинскую службу нёс с 1989 года. С 1998 года служил в рядах подразделения спецназа ВМС Норвегии Marinejegerkommandoen, где некоторое время был заместителем командира. 5 февраля 2011 года стало известно, что Болле также служил в спецподразделении E14 Разведывательной службы Норвегии.
Болле нёс службу на территориях республик бывшей Югославии (в том числе в Косово), четырежды был в командировках в Афганистане. Во время службы в Югославии был заместителем руководителя разведывательной группы, которая предоставляла развединформацию для нужд НАТО. В 2005 году он впервые был представлен к награждению высшей норвежской военной наградй — Военным крестом с мечом. Болле командовал отряда спецназа ВМС, который при поддержке норвежской разведки сумел пробраться в провинцию Гильменд, где у Талибана был на тот момент серьёзный плацдарм. Благодаря действиям Болле группе удалось уйти от ряда засад и сохранить жизни некоторых бойцов. Инициативу о вручении этой награды поддержал Главнокомандующий вооружёнными силами Сверре Дисен, однако к тому моменту Военный крест с мечом ещё не был восстановлен в системе государственных наград и вернулся туда только в 2009 году.
В 2006 году Болле участвовал в перестрелке в городе Меймене, обороняя норвежский лагерь «Банкен» — самом крупном сражении в истории службы норвежского контингента в Афганистане. В июле 2009 года Болле участвовал в тайной операции по вывозу из Марокко двух детей марокканского легкоатлета-олимпионика Халида Скаха в Норвегию к их матери Анне Сесилии Хопсток. Об этом стало известно только уже после гибели бойца и привело к скандалу в двусторонних отношениях Норвегии и Марокко.

## Гибель
41-летний Тронд Андре Болле погиб 27 июня 2010 года в афганской провинции Фарьяб: автомобиль, в котором он ехал, был подорван спрятанной в кустах придорожной самодельной бомбой. В результате взрыва погибли ещё трое военнослужащих: 21-летний Андреас Элдьярн, 24-летний Симен Токле и 31-летний Кристиан Лиан. Гибель одновременно четырёх норвежских военнослужащих стала крупнейшим по числу жертв инцидентом в истории службы норвежцев в Афганистане. Болле стал вторым жителем коммуны Эстре-Тутен, погибшим в Афганистане (первым был Томми Рёднингсбю, погибший в 2004 году.

## Награды
Отмечен следующими наградами:
- Военный крест с мечом (21 января 2011 года[7] — посмертно)[9]
- Медаль Вооружённых сил «За международные операции» с тремя звёздами (служба на протяжении 45 месяцев)
- Медаль Вооружённых сил «За операции за рубежом» За службу в Афганистане в составе 4 контингентов
- Медаль ВМС «За верную службу» с тремя звёздами (три призыва на военную переподготовку)
- Медаль НАТО за службу в бывшей Югославии
- Медаль НАТО за службу в Косово
- Медаль НАТО за службу в Афганистане[13]
- Медаль Вооружённых сил «Убитым при боевых действиях»[13]

## Память
29 июня 2010 года член норвежского Сопротивления Гуннар Сёнстебю заявил о необходимости награждения Болле Военным крестом с мечом посмертно. Награда была посмертно присвоена Болле 21 января 2011 года: он стал первым человеком, которого наградили за деятельность, осуществлявшуюся после Второй мировой войны. Торжественное награждение состоялось 8 мая 2011 года в крепости Акерсхус: награду приняли жена и сын Болле. В 2014 году в Вестбю был установлен памятник Болле.